# Mont Blanc du Tacul
El Mont Blanc du Tacul  és una muntanya de 4.248 metres que es troba a la regió de l'Alta Savoia, a França.